# Contres (Loir i Cher)
Contres és un municipi francès, situat al departament del Loir i Cher i a la regió de Centre – Vall del Loira. L'any 2007 tenia 3.439 habitants.

## Demografia

### Població
El 2007 la població de fet de Contres era de 3.439 persones. Hi havia 1.479 famílies, de les quals 482 eren unipersonals (197 homes vivint sols i 285 dones vivint soles), 520 parelles sense fills, 340 parelles amb fills i 137 famílies monoparentals amb fills.
La població ha evolucionat segons el següent gràfic:
Habitants censats

### Habitatges
El 2007 hi havia 1.728 habitatges, 1.498 eren l'habitatge principal de la família, 93 eren segones residències i 137 estaven desocupats. 1.456 eren cases i 259 eren apartaments. Dels 1.498 habitatges principals, 978 estaven ocupats pels seus propietaris, 481 estaven llogats i ocupats pels llogaters i 40 estaven cedits a títol gratuït; 25 tenien una cambra, 131 en tenien dues, 326 en tenien tres, 461 en tenien quatre i 556 en tenien cinc o més. 1.129 habitatges disposaven pel capbaix d'una plaça de pàrquing. A 739 habitatges hi havia un automòbil i a 543 n'hi havia dos o més.

### Piràmide de població
La piràmide de població per edats i sexe el 2009 era:
| Homes | Edats   | Dones |
| ----- | ------- | ----- |
| 4     | 95 o +  | 4     |
| 8     | 90 a 94 | 24    |
| 36    | 85 a 89 | 68    |
| 20    | 80 a 84 | 60    |
| 92    | 75 a 79 | 100   |
| 84    | 70 a 74 | 116   |
| 100   | 65 a 69 | 104   |
| 68    | 60 a 64 | 68    |
| 72    | 55 a 59 | 76    |
| 104   | 50 a 54 | 84    |
| 96    | 45 a 49 | 108   |
| 84    | 40 a 44 | 120   |
| 132   | 35 a 39 | 124   |
| 112   | 30 a 34 | 124   |
| 112   | 25 a 29 | 80    |
| 116   | 20 a 24 | 76    |
| 112   | 15 a 19 | 56    |
| 88    | 10 a 14 | 88    |
| 108   | 5 a 9   | 68    |
| 44    | 0 a 4   | 112   |

## Economia
El 2007 la població en edat de treballar era de 2.024 persones, 1.547 eren actives i 477 eren inactives. De les 1.547 persones actives 1.408 estaven ocupades (728 homes i 680 dones) i 139 estaven aturades (52 homes i 87 dones). De les 477 persones inactives 202 estaven jubilades, 133 estaven estudiant i 142 estaven classificades com a «altres inactius».

### Ingressos
El 2009 a Contres hi havia 1.517 unitats fiscals que integraven 3.365 persones, la mediana anual d'ingressos fiscals per persona era de 17.129 €.

### Activitats econòmiques
Dels 242 establiments que hi havia el 2007, 3 eren d'empreses extractives, 14 d'empreses alimentàries, 2 d'empreses de fabricació de material elèctric, 6 d'empreses de fabricació d'altres productes industrials, 29 d'empreses de construcció, 59 d'empreses de comerç i reparació d'automòbils, 11 d'empreses de transport, 14 d'empreses d'hostatgeria i restauració, 3 d'empreses d'informació i comunicació, 12 d'empreses financeres, 11 d'empreses immobiliàries, 29 d'empreses de serveis, 32 d'entitats de l'administració pública i 17 d'empreses classificades com a «altres activitats de serveis».
Dels 69 establiments de servei als particulars que hi havia el 2009, 2 eren oficines d'administració d'Hisenda pública, 1 gendarmeria, 1 oficina de correu, 4 oficines bancàries, 1 funerària, 5 tallers de reparació d'automòbils i de material agrícola, 1 taller d'inspecció tècnica de vehicles, 2 autoescoles, 6 paletes, 3 guixaires pintors, 7 fusteries, 5 lampisteries, 3 electricistes, 1 empresa de construcció, 6 perruqueries, 1 veterinari, 4 agències de treball temporal, 8 restaurants, 5 agències immobiliàries, 1 tintoreria i 2 salons de bellesa.
Dels 27 establiments comercials que hi havia el 2009, 2 eren supermercats, 2 botiges de menys de 120 m², 3 fleques, 4 carnisseries, 1 una peixateria, 4 botigues de roba, 1 una botiga de roba, 2 sabateries, 1 una sabateria, 1 una botiga de mobles, 1 una perfumeria i 5 floristeries.
L'any 2000 a Contres hi havia 55 explotacions agrícoles que ocupaven un total de 1.209 hectàrees.

## Equipaments sanitaris i escolars
El 2009 hi havia 4 farmàcies i 2 ambulàncies.
El 2009 hi havia 1 escola maternal i 2 escoles elementals. Contres disposava d'un col·legi d'educació secundària amb 693 alumnes.

## Poblacions més properes
El següent diagrama mostra les poblacions més properes.